# قاضي محمد عيسى
قاضي محمد عيسى (17 يوليو 1914 – 19 يونيو 1976) سياسي باكستاني، وأحد أبرز قادة حركة باكستان.
شارك في تشكيل أول حزب سياسي مسلم في باكستان (الرابطة الإسلامية) في بلوشستان قبل عام 1947، وهو من قبيلة الهزارة السنّية، والده قاضي جلال الدين قاضي قندهار. درس قاضي عيسى في ثانوية ساندمان والمدرسة الثانوية الحكومية في كويته، ثم انتقل إلى إنجلترا من أجل التعليم العالي. التقى بمحمد علي جناح في مومباي، وتأثر بأفكاره وشخصيته لدرجة أنه عند عودته إلى بلوشستان أسس رابطة مسلمي عموم الهند في مقاطعته. لعب دورًا رئيسيًا في حركة باكستان وكان أحد المساعدين الموثوق بهم لمحمد علي جناح. وأصغر عضو في لجنة العمل في الرابطة الإسلامية لعموم الهند، ورئيسًا للرابطة الإسلامية في مقاطعة بلوشستان. لعب دورًا رئيسيًّا في «التصويت لصالح حركة باكستان» وفي استفتاء تاريخي لمقاطعة الحدود الشمالية الغربية آنذاك.
مثل بلوشستان في قرار لاهور 1940 توفي قاضي محمد عيسى في 19 يونيو 1976. بعد أن خدم الرابطة الإسلامية لمدة 37 عامًا.